# Gliese 710
Gliese 710 és una nana taronja (de tipus espectral K7) variable que es troba a la constel·lació del Serpent Cauda, amb una magnitud aparent de 9,66 i una massa de 0,4 a 0,6 masses solars.
Actualment es troba a 63 anys llum de la Terra, però el seu moviment propi, distància i velocitat radial indiquen que s'aproximarà a 1,1 anys llum (70.000 ua) de la Terra d'aquí a 1,4 milions d'anys, basant-se en dades del satèl·lit Hipparcos del passat i actuals. Al moment de la seva màxima aproximació serà una estrella de primera magnitud tan brillant com Antares. El moviment propi d'aquesta estrella és molt petit per la seva distància, això vol dir que està viatjant gairebé directament en la nostra línia de visió.
En un interval de temps de ±10 milions d'anys del present, Gliese 710 serà l'estrella que provocarà la pertorbació gravitacional més gran del sistema solar. Específicament, té el potencial per pertorbar prou l'hipotètic núvol d'Oort per enviar una pluja de cometes al sistema solar interior, provocant possiblement un esdeveniment d'impacte. Tanmateix, models dinàmics per García-Sánchez et. al. del 1999 indiquen que l'augment de cràters a causa de Gliese 710 no serà superior al 5%. Estimen que la major aproximació passarà d'aquí a 1.360.000 anys, a 0,337 pc (1,1 al) del Sol.

Il·lustració artística del núvol d'Oort i el cinturó de Kuiper.

Càlculs més recents per Bobylev (2010), tanmateix, suggereixen que Gliese 710 podria passar a 0,21 parsecs (0,68 anys llum) del Sol i que té una possibilitat del 86% de passar pel núvol d'Oort. S'estima que el núvol d'Oort es troba a unes 50.000 ua (0,79 al) del Sol. Fins i tot hi ha una possibilitat d'1/10.000 que l'estrella penetri a la regió (d < 1,000 ua) on la influència als objectes del cinturó de Kuiper seria significant.
L'estrella amb el segon efecte pertorbacional més gran al passat va ser Algol, una sistema estel·lar triple que va passar a 9,8 anys llum fa 7,3 milions d'anys, però amb una massa considerablement més gran (de 5,8 masses solars).